# Polska från Södra Dalarna
Polska från Södra Dalarna är en variant av dansen polska och föga förvånande härstammar varianten från södra Dalarna. Musikens tempo är måttligt, något långsammare under slutet på den andra taktdelen och något snabbare under den tredje taktdelen. Trean låter vänta på sig. Tvåan och trean är de betonade taktdelarna. För den ovane musikern och dansaren kan rytmen i Polska från Södra Dalarna till en början ställa till en del problem. Det är till ex vanligt att börja ett nedstråk något innan en takt börjar utan att betona ettan i takten och att spelmannen gör ibland så kallade bakåtpunkteringar (en sextondel på taktslaget omedelbart följd av en punkterad åttondel). 
Den som tänker dansa upp den för polskmärket (polskdansens motsvarighet till spelmännens Zornmärke) bör gå kurs för några av de många duktiga instruktörer som finns. En dansbeskrivningen hittas i den så kallade "apelsinboken" Bygdedanser, utgiven av Dalarnes hembygdsring. 
Polska från Södra Dalarna består av försteg och omdansning. I förstegen dansar man fram på ett med ytterfot och tre med innerfot. (Ytterfot är hans vänstra och hennes högra fot.) Paret har då enkel midjefattning. 
När omdansningen börjar tar kavaljeren ett steg med vänster fot in framför damen på första taktdelen och fortsätter vrida medsols på vänster fotsula. På den andra taktdelen skall paret ha snurrat så långt att kavaljerens högra fot sätts i golvet i höjd med vänster klack. 
Enligt Ragnar Eriksson (född 1928) som sedan 1940-talet dansat i Säters folkdanslag skall höger fot inte sättas invid vänster klack utan den skall sätt ned cirka en decimeter längre bak.I detta ögonblick, dvs då tvåan i takten börjar, har kavaljeren ryggen och båda hälarna i dansriktningen och överkroppen aningen bakåtlutad och så mycket vikt på den bakre foten, dvs höger fot, att den inte kan lyftas. Omdansningen skall vara jämn. Vilken variant som fungerar bäst beror på hur musiken spelas.   
Kavaljeren vrider sedan på vänster fotsula och höger klack (å), hela höger fot isätts på tredje taktdelen. Kavaljeren vrider vidare på höger fotsula, medan vänster fot förs fram i en mindre båge för nästa varv.
Damen dansar med höger tåstöd på första taktdelen, höger fot mellan kavaljerens på andra taktdelen och vänster fot ett kort steg framåt under den tredje taktdelen. Under omdansningen har man polskfattning.